# Das Quartett: Mörderischer Pakt
Mörderischer Pakt ist ein deutscher Fernsehfilm von Christian Theede aus dem Jahr 2023. Es handelt sich um die sechste Folge der Krimiserie Das Quartett. Anja Kling, Shenja Lacher, Annika Blendl und Anton Spieker bilden in den Hauptrollen das Ermittlerquartett.

## Handlung
Leonore Loos wird schwer verletzt ins Klinikum von Leipzig eingeliefert und verstirbt kurz darauf nach einer Notoperation. Maike Riem und ihr Team von der K14 der Mordkommission Leipzig werden verständigt und übernehmen die Ermittlungen. Leonore Loos hinterlässt einen Sohn, der an Downsyndrom leidet, aber möglicherweise Hinweise zum Tathergang geben könnte. Pia Walther versucht den Jungen zu befragen und er erinnert sich an einen silbergrauen Wagen, der vor dem Haus gestanden hätte. An einer Tankstelle kann Linus Roth einen solchen Wagen auf den Überwachungsaufnahmen ausmachen. Diese Spur führt bis nach Berlin zu Pizzeria-Betreiber Besian Duro und seinem Mitarbeiter Jannick Weber. Beide benehmen sich auffällig und zeigen sich sehr unkooperativ. Ihr Geheimnis scheint aber nur ein medizinischer Eingriff bei Weber zu sein, den er in Leipzig vornehmen ließ. Maike Riem spricht deshalb mit seiner behandelnden Ärztin, Prof. Dr. Brigitte Weyermann, die nach längerem Schweigen zugibt, Organtransplantationen vorzunehmen, die nicht ganz dem Reglement entsprechen. So hatte sie eine Überkreuzspende organisiert, um ihrem langjährigen Stammpatienten, Tristan Loos, zu helfen. Er hatte eine Niere von Jannick Weber erhalten und im Gegenzug wollte Leonore Loos Webers Freund, Besian Duro, eine Niere spenden. Inzwischen hatte es sich aber Tristans Mutter anders überlegt und die Lebensplanung von Weber und Duro war dahin. Damit ist Jannick Weber dringend tatverdächtig und als er festgenommen werden soll, läuft er Amok. Er nimmt Christoph Hofherr als Geisel und sticht ihn mit einem Messer nieder. Maike Riem erschießt Weber daraufhin. In seiner Verzweiflung sucht Duro Prof. Weyermann auf und beschuldigt sie, schuld am Tod seines Freundes zu sein. Auch Riem ist davon überzeugt, dass Weyermann mehr Schuld trägt, als bisher zu erkennen war. Linus Roth recherchiert die Statistiken und stößt so auf ein überdurchschnittlich hohes Transplantationsaufkommen der Klinik von Prof. Weyermann. Um herauszufinden, was an dieser Klinik nicht mit rechten Dingen zugeht, wird Weyermanns Assistentin befragt. Sie bestätigt die Vermutung der Ermittler, dass Leonore Loos kurz vor ihrem Tod, ohne weitere Absprache, Organe entnommen wurden und somit Weyermann direkt für den Tod der Frau verantwortlich ist. Ihr Freund benötigte nämlich dringend eine Niere und es war in diesem Fall nicht nur eine Überkreuzspende geplant, sondern sogar eine Dreiecksspende. Weyermann hatte die Situation ausgenutzt und sich das so dringend benötigte Organ von Loos einfach genommen.

## Hintergrund
Die Dreharbeiten erfolgten vom 14. Februar bis zum 12. April 2022 in Leipzig, Berlin und Umgebung unter dem Arbeitstitel Der Zirkel. Die Erstausstrahlung erfolgte am 9. September 2023 im ZDF. In der ZDF Mediathek wurde der Film am 2. September 2023 veröffentlicht.
Der Krimi beschäftigt sich im Rahmen der Handlung mit dem Thema Organspenden und wirbt am Ende des Films indirekt dafür, einen Organspendeausweis bei sich zu tragen.

## Rezeption

### Einschaltquote
Die Erstausstrahlung am 9. September 2023 im ZDF wurde von 4,05 Millionen Zuschauern verfolgt, was einem Marktanteil von 19,3 Prozent entsprach.

### Kritik
Tilmann P. Gangloff schrieb für Tittelbach.tv: Das Quartett – Mörderischer Pakt „erzählt zwar eine interessante Geschichte, ist aber personell nach wie vor nicht rundum überzeugend: Die Viererkette um Abwehrchefin Maike Riem (Anja Kling) wirkt immer noch nicht eingespielt, selbst wenn sich die Teammitglieder diesmal ständig in den Arm nehmen.  Hinzu kommen sichtbare handwerkliche Mängel, die bei einem erfahrenen Regisseur wie Christian Theede, dessen Arbeiten in der Regel sehenswert sind, überraschen. Erkennbar ist andererseits der löbliche Vorsatz, keinen Krimi von der Stange erzählen zu wollen, selbst wenn die entsprechenden Ansätze nicht ausnahmslos plausibel umgesetzt worden sind.“
Für prisma.de wertete Eric Leimann: „Die vier Figuren, allesamt ausgestattet mit moderaten Lebensaufgaben unterwegs, versinken nicht in tiefen Traumata, Depressionen und Abstürzen. Sie leben ihr Leben, so wie vielleicht auch viele Zuschauer es tun. Kollegial, mit Spaß bei der Arbeit, aber eben auch mit alltäglichen Sorgen um einander, die Familie oder sich selbst. Der ‚Psycho-Anteil‘ der Ermittler ist also überschaubar. Dadurch wirken die vier Figuren manchmal etwas holzschnittartig, doch die Darsteller machen ihre Sache allesamt so gut, dass die ‚Typen‘ des Quartetts trotzdem funktionieren“.
Oliver Armknecht von film-rezensionen.de meinte: „Die letzten Teile waren mäßig, ‚Das Quartett: Mörderischer Pakt‘ ist noch schwächer. Von den skurrilen Figuren ist nichts mehr geblieben, stattdessen gibt es ganz viel Tragik und einen Fall, der an den Haaren herbeigezogen ist. Was anfangs noch unterhaltsam war, ist hier endgültig Zeitverschwendung geworden.“
Die Kritiker der Fernsehzeitschrift TV Spielfilm kamen zu dem Urteil: „Dies ist gerade einmal die sechste ‚Quartett‘-Folge, dennoch hat es sich schon längst als eine der besten Krimireihen des ZDF etabliert. Jonni Remmler und Judith Angerbauer haben erstmals eine Episode geschrieben, treffen den Kern aber perfekt: das harmonische, effizient zusammenarbeitende Team, das diesmal gleich mehrere emotionale Tiefschläge bewältigen muss. Zudem überraschen sie den Zuschauer immer wieder mit neuen Wendungen und halten die Spannungskurve konsequent hoch. Dass das extrem wichtige Thema Organspende fundiert und eindrücklich geschildert wird, ist ein weiterer großer Pluspunkt.“ Fazit: „Brisant, emotional, klug und packend: eine grandiose Folge!“